# Formicococcus gastrodiae
Formicococcus gastrodiae är en insektsart som beskrevs av Tang 1992. Formicococcus gastrodiae ingår i släktet Formicococcus och familjen ullsköldlöss. Inga underarter finns listade i Catalogue of Life.